# Lyces longistria
Lyces longistria là một loài bướm đêm thuộc họ Notodontidae. Nó được tìm thấy ở miền đông Ecuador.
Ấu trùng ăn Passiflora monadelpha.